# Tjipkojaure
Tjipkojaure är en sjö i Arjeplogs kommun i Lappland och ingår i Piteälvens huvudavrinningsområde. Sjön har en area på 2,04 kvadratkilometer och ligger 409,1 meter över havet. Tjipkojaure ligger i Piteälven Natura 2000-område.

## Delavrinningsområde
Tjipkojaure ingår i det delavrinningsområde (734202-162713) som SMHI kallar för Utloppet av Tjipkojaure. Medelhöjden är 463 meter över havet och ytan är 26,63 kvadratkilometer. Det finns inga avrinningsområden uppströms utan avrinningsområdet är högsta punkten. Tjipkobäcken som avvattnar avrinningsområdet har biflödesordning 2, vilket innebär att vattnet flödar genom totalt 2 vattendrag innan det når havet efter 180 kilometer. Avrinningsområdet består mestadels av skog (59 procent) och sankmarker (30 procent). Avrinningsområdet har 2,19 kvadratkilometer vattenytor vilket ger det en sjöprocent på 8,2 procent.